# Йозеф Питер
Йозеф Питер или Йосиф Питер (на чешки: Josef Pitter), е чешки художник в България.

## Биография
Роден е на 28 февруари 1881 г. в Костелец над Черни леси, Австро-Унгария. Той е шестото от десетте деца на мелничаря Бохумил Питер и Антония Питерова. Учи в Художествено-индустриалното училище в Прага при професорите Иржи Стибрал и Клуге Бедржих, а след това в Приложното училище в Смихов при проф. Емил Хампейс. В периода 1900 – 1902 г. работи като литограф в полиграфичната фабрика на Вацлав Нойберт в Смихов. От 25 октомври 1909 г. до 31 декември 1913 г. работи като майстор по графични изкуства в Държавното художествено-индустриално училище в София. След установяването си в България се регистрира с името Йосиф и започва да се подписва с него. Рисува из София и нейните околности, като създава серии от рисунки и печатна графика с пейзажи и изобразява местното шопско население. През 1913 г. издава албум с цветни литографии „Изгледи от столица София“. На 12 юли 1913 г. е назначен за редовен преподавател в Държавното художествено-индустриално училище в София. Подписва договора за приемане на длъжността на 15 октомври 1913 г., където завежда Специалния отдел по графични изкуства до 15 октомври 1921 г. През 1914 г. създава цикъл с рисунки, офорти и литографии от Одрин и Цариград. Освен литография, той въвежда изучаването на техниките на офорта. Негови ученици са Николай Райнов, Стоян Райнов, Васил Захариев, Георги Железаров, Емануил Ракаров, Петър Морозов и други. През 1921 г. се връща в Чехословакия и на 1 ноември започва работа в заводите „Нойберт&синове“ в Смихов, квартал на Прага. Умира от грип на 4 април 1925 г. в Прага. Погребан е на Виноградското гробище.
На 21 ноември 1908 г. се жени за Ема Храдска. На 9 април 1918 г. им се ражда дъщеря Вера, а на 9 април 1922 г. син Владимир.